# Лео Г'єльде
Лео Фюр Г'єльде (норв. Leo Fuhr Hjelde, нар. 26 серпня 2003, Ноттінгем, Англія) — норвезький футболіст, центральний захисник англійського клубу «Сандерленд».

## Ігрова кар'єра

### Клубна
Лео Г'єльде народився в англійському Ноттінгемі, де на той час його батько Олав Г'єльде грав у місцевому клубі «Ноттінгем Форест». У 2007 році родина повернулася до Норвегії.
Деякий час Лео займався футболом в клубній академії «Русенборга», після чого переїхав до Шотландії, де приєднався до молодіжної команди клубу «Селтік». В липні 2019 року у віці 15 років футболіст підписав з клубом професійний контракт. Перед сезоном 2020/21 Г'єльда було внесено в заявку першої команди. Та в січні 2021 року захисник був відправлений в оренду до кінця сезону в інший шотландський клуб «Росс Каунті».
Так і не зігравши в основі «Селтіка» жодного матчу, влітку 2021 року Г'єльде перейшов до англійського «Лідс Юнайтед», з яким підписав контракт на чотири роки. 9 січня 2022 року у кубковому матчі проти «Вест Гем Юнайтед» Г'єльде провів свою першу гру у новій команді. Через тиждень також матчем проти «Вест Гема» захисник дебютував у Прем'єр-лізі. Другу половину сезону 2022/23 футболіст провів в оренді в клубі Чемпіоншип «Ротергем Юнайтед».
В січні 2024 року Г'єльде перейшов до іншого клубу Чемпіоншипа «Сандерленд», підписавши з клубом контракт на чотири з половиною роки.

### Збірна
В листопада 2021 року Лео Г'єльде дебютував у складі молодіжної збірної Норвегії, де загалом провів понад двадцять матчів.